# Pistolet maszynowy Lanchester
Lanchester to brytyjski pistolet maszynowy z okresu II wojny światowej.

## Historia
Po ewakuacji wojsk brytyjskich z Dunkierki, dowództwo Royal Air Force zdecydowało w wyposażenia oddziałów obrony lotnisk w pistolety maszynowe. Ponieważ sytuacja była nadzwyczaj krytyczna i brakowało czasu na opracowanie własnej konstrukcji tego typu, postanowiono skopiować niemiecki pistolet maszynowy MP 28. Do prac nad projektem przyłączyła się także brytyjska marynarka wojenna, a po serii raczej dziwnych i skomplikowanych decyzji okazało się w końcu, że jedynym użytkownikiem tej broni została Admiralicja brytyjska.
Lanchester otrzymał swoją nazwę od nazwiska George’a Lanchestera, który w tym czasie prowadził angielskie zakłady zbrojeniowe Sterling Armaments Company. Była to bardzo solidna i niezawodna broń, znakomicie nadająca się do przeznaczonej jej roli. Stanowiła także niejako przeciwieństwo Stena, który był produkowany w niemalże chałupniczy sposób. Lanchestery były produkowane z najlepszych materiałów i na najlepszych urządzeniach, części drewniane były bardzo dokładnie wykonane z dobrych rodzajów drewna, gniazdo magazynka było zrobione z mosiądzu, a cała broń prezentowała się nadzwyczaj elegancko i profesjonalnie. Jedyne poważniejsze różnice w porównywaniu z niemieckim pierwowzorem to inny uchwyt bagnetu oraz skok gwintu lufy.
Lanchester zasilany był amunicją z prostego magazynka pudełkowego z zapasem 50 naboi. Pierwsza wersja, Mk I, miała przełącznik na ogień pojedynczy lub ciągły, począwszy od wersji Mk I* broń mogła strzelać wyłącznie ogniem ciągłym. Część Mk I została zmodyfikowana na Mk I* w warsztatach Royal Navy.
Lanchestery służyły w marynarce angielskiej jeszcze w latach 60., były popularną i niezawodną bronią, choć czasami krytykowaną za dość duży ciężar własny.